# Mark Hauser
Mark Hauser (* 28. Januar 1968 in Bayreuth) ist ein ehemaliger deutscher Basketballspieler.

## Leben
Hauser nahm im August 1985 mit der bundesdeutschen Nationalmannschaft an der Kadetteneuropameisterschaft in Bulgarien teil. Seine Turnierbestleistung waren 10 Punkte im Spiel gegen Schweden. Er kam im Laufe des Turniers auf einen Punkteschnitt von 3,5 je Begegnung und erreichte mit der Auswahl des Deutschen Basketball-Bundes den vierten Platz. Zu Hausers Mitspielern bei der Kadetten-EM gehörten auch Henning Harnisch und Henrik Rödl.
In der Saison 1986/87 spielte der 2,06 Meter große Flügelspieler für die Mannschaft der University of New Hampshire in den Vereinigten Staaten und wurde nach seiner Rückkehr nach Deutschland 1987 mit dem Nachwuchs der BG Steiner-Optik Bayreuth deutscher Vizemeister der A-Jugend. Er wurde anschließend ins Bayreuther Bundesliga-Aufgebot hochgezogen. Dort spielte Hauser, dessen Vater Manfred zu dieser Zeit Manager des Bundesligisten war, unter Trainer Lester Habegger. Hauser wurde mit Bayreuth im Spieljahr 1987/88 deutscher Pokalsieger und erreichte in der Basketball-Bundesliga die Vorschlussrunde.
Später, in den Spieljahren 1989/90 und 1990/91, war Hauser Mitglied der Hochschulmannschaft der Loyola University Maryland in den Vereinigten Staaten. Er wurde in insgesamt 30 Partien eingesetzt, in denen er Mittelwerte von 1,8 Punkten sowie 1,5 Rebounds verbuchte.